# Погорєлов Віктор Володимирович (художник)
Віктор Володимирович Погорєлов (нар. 19 квітня 1954, Харків — пом. 9 січня 2023) — український художник і педагог; член Харківської організації Спілки радянських художників України з 1987 року. Заслужений діяч мистецтв України з 10 жовтня 2007 року.

## Біографія
Народився 19 квітня 1954 року в місті Харкові (нині Україна). Упродовж 1971—1976 років навчався у Харківському художньо-промисловому інституті, де його викладачами були зокрема Борис Косарєв, Олександр Мартинець, Борис Колесник.
З 1996 року працював викладачем у Харківському художньому училищі; з 2004 року — в Харківській державній академії дизайну та мистецтв, доцент кафедри рисунка.
Жив у Харкові, в будинку на вулиці Ляпунова, № 7а. Помер 9 січня 2023 року.

## Творчість
Працює у галузі станкового живопису і монументально-декоративного мистецтва (розпис). Серед робіт:
- «Зачарована» (1995, полотно, олія)[1];

цикли
- «Знаки континенту» (1977—1996);
- «Моя Україно» (1978—1990);
- «Репетиція польоту» (1979—1996)[4].

Брав участь у республіканських, всеукраїнських, всесоюзних, міжнародних і зарубіжних виставках з 1975 року (понад 180 виставок). Персональні виставки відбулися у Харкові у 1992 році; Балтиморі у 1996 році; Філадельфії у 1996 році.
Окремі роботи художника знаходяться в музеях та приватних колекціях Украіни, Німеччини, США, Італії, Литви, Мексики.